# 응석 부리지마!!
응석 부리지마!!(あまえないでよっ!!, Ah My Buddha)는 소가베 도시노리가 글을 쓰고 그림을 그린 일본 만화 시리즈로 2004년 3월 25일부터 2007년 2월 24일까지 Comic Gum 매거진에 연재되었다. 2005년 7월부터 9월까지 TV 도쿄의 애니메이션 위성 채널 AT-X에서 방영되었다. 만화의 두 번째 "시즌"인 응석 부리지마!! MS!는 2007년 7월 25일부터 2009년 8월 22일까지 연재되었다.
애니메이션의 두 번째 시즌, 응석 부리지마!! 카츠!!(あまえないよと!! 喝!!)는 2006년 1월부터 3월 사이에 방영되었으며 새로운 적대자인 15세 소녀 카즈사노 카즈키를 소개한다. 다른 소녀들과 달리 이코우에게 애정을 갖고 있다. 두 번째 시즌도 지난 시즌보다 더 진지하고 드라마틱하며 히나타의 불안정한 힘, 하루카의 어린 시절, 잇코의 힘을 손에 넣기 위한 카즈키의 계략에 더 중점을 둔다.
이 쇼는 일본에서 "제한된" 등급에 해당하는 R-15 등급으로 방송되었다. 미디어 플래스터스는 북미에서 애니메이션의 두 시즌 모두 Ah My Buddha라는 제목으로 라이선스를 취득하고 출시했다.